# Флопи-дисково устройство
Запаметяващо устройство на гъвкав магнитен диск (ЗУГМД) е запаметяващо устройство с произволен достъп, използвано за запис/четене на информация от дискети. Нарича се още и флопидисково устройство или флопи-дисково устройство (на английски: Floppy-Disk Drive), понякога също и съкратено като флопи-драйв, флопи или драйв. Използва се като периферно устройство в компютрите. Носителят на информацията е гъвкав магнитен диск (дискета). Най-широко разпространение имат моделите с дискове от 3,5", изместили тези от 5,25"/8".
Устройството се състои от записващо/четяща глава, управляваща логика, шпинделен двигател и позиционер (най-често стъпков двигател). Магнитната записващо-четяща глава работи при условията на пълен контакт между глава и магнитен диск. Запаметяващите устройства са с едностранен или двустранен запис и съответно магнитните глави са едностранни и двустранни. Притискането на магнитните глави към флопи диска се осъществява посредством притискащо кече при едностранния запис, а при двустранния чрез притискане на двете глави с пружина.
В началото на 21 век флопидисковите устройства постепенно са изместени от презаписваеми компактдискове, а по-късно и флаш-памети, преносими твърди дискове и външни SSD-устройства, често наричани „SSD-флашки“.

## Производство в България
През 80-те години на XX век запаметяващите устройства на гъвкав магнитен диск се произвеждат в ДЗУ Стара Загора, първоначално за покриване на нуждите на персоналните компютри, произвеждани в Правец, а впоследствие за други изделия. Организира се производството на шпинделни, стъпкови двигатели и магнитни глави. Произвеждат се 8 инча и 5.25 инча устройства. Изгражда се завод за ЗУГМД (флопи дискови устройства) в град Чирпан.